# Elias Veiel

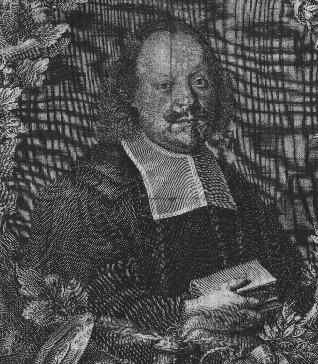
Elias Veiel

Elias Veiel (* 20. Juli 1635 in Ulm; † 23. Februar 1706 ebenda) war ein deutscher lutherischer Theologe.

## Leben
Veiel besuchte ab 1655 die Universität Straßburg, wo er 1657 den Magistergrad erwarb. Anschließend studierte er Evangelische Theologie an den Universitäten Heidelberg, Leipzig (immatrikuliert im Sommersemester 1661), Wittenberg und Jena (immatrikuliert im Sommersemester 1662). 1662 wurde er Prediger am Ulmer Münster und 1663 zusätzlich Professor der Theologie am dortigen Gymnasium. Auf Wunsch des Ulmischen Rates erwarb er 1664 in Straßburg den Titel eines Dr. theol., wurde 1671 zum Direktor des Gymnasiums befördert und übernahm 1678 als Superintendent die Aufsicht über die Pfarrerschaft Ulms. In dieser Stellung (1680 kam noch das Amt des Stadtbibliothekars hinzu) blieb er bis zu seinem Tod und lehnte unter anderem 1686 eine Berufung als Nachfolger Abraham Calovs an die Universität Wittenberg ab.
Aus Veiels Ehe mit Anna Maria Zämann, Tochter des Arztes Jakob Zämann in Ulm, gingen fünf Söhne und eine Tochter hervor, unter anderem Elias Jakob Veiel (1673–1743), der sein Nachfolger als Münsterpfarrer wurde.
Veiel veröffentlichte eine Reihe von exegetischen, historisch-theologischen und dogmatischen Schriften meist in lateinischer Sprache, aber auch Predigtbände und eine aus Martin Luthers Schriften geschöpfte Darstellung des evangelischen Glaubens. Obwohl er seit der Studienzeit mit Philipp Jakob Spener befreundet war und über drei Jahrzehnte regelmäßig mit ihm korrespondierte, stand er dem Pietismus kritisch gegenüber. 1701/02 veröffentlichte er zwei Schriften gegen Gottfried Arnolds Unpartheiische Kirchen- und Ketzerhistorie.

## Schriften (Auswahl)
- Sylloge Controversiarum Quarundam Papisticarum. Ulm 1664 (Digitalisat).
- Exercitatio historico-theologica de Ecclesia Græcanica hodierna. Straßburg 1666.
- Dogmatis pontificii de transsubstantiatione pium ac modestum examen. Ulm 1668 (Digitalisat).
- Consideratio Anabaptismi Monachalis à L. Allatio monachis graecis imputati. Ulm 1670 (Digitalisat).
- Kurtze und Einfältige Underweisung/ Welcher Gestalten die Evangelische Wahrheit/ nach Anleitung unsers Christlichen Catechismi/ Wider die Päbstische Falschheit/ bescheidenlich möge vertheidiget werden. Ulm 1670 (Digitalisat).
- De reliquiis Pelagianismi in papismo latitantibus. Ulm 1672 (Digitalisat).
- Gründlicher [oder Schrifftmässiger] Unterricht/ Was gestalten ein from[m]er Evangelischer Christ sich durch alle und jede Artickel und Puncten Christlicher Religion und Lehre/ zu heilsamer Erkäntnis Gottes ... bereiten könne. Gotha 1675 (Digitalisat).
- Violetum Davidico-Augustinianum amavissimis atque fragrantissimis, exquisitatrum explanationum, piarum meditationum, nec non dulcissimarum consolationum flosculis, ex enarrationibus S. Augustini in Psalmos decerptis … Ulm 1679.
- Historia Et Necessitas Reformationis Evangelicae, per B. Lutherum feliciter institutae … Ulm 1692 (Digitalisat).
- Romano-catholicus dubitantius in disputatione de conceptione B. V. M. per D. P. F. Petrum de Alva et Astorga … Frankfurt 1697.
- Dissertatio Isagogica in Selecta Historiae Ecclesiasticae Capita, sive in Dissertationes Historicas, Chronologicas, Criticas … Ulm 1699.
- Augenscheinliche Erweisung, daß der vermessene Ketzer-Patron Gottfried Arnold das Valentinianische Ketzer-Fragmentum Theodoti weder verständlich noch treulich übersetzet … Ulm 1701.